# Johannes Honigmann
Johannes Honigmann (* 1. Oktober 1976 in Ost-Berlin) ist deutscher literarischer Übersetzer, der Werke  aus dem Deutschen ins Französische übersetzt.

## Leben und Werk
Johannes Honigmann, ältester Sohn der Schriftstellerin Barbara Honigmann, wuchs in Ost-Berlin und nach der Ausreise seiner Eltern 1984 in Straßburg auf. Dort legte er 1995 an der internationalen Schule Lycée international des Pontonniers das deutsch-französische Abitur („option internationale du baccalauréat“, OIB) ab. Von 1998 bis 2008 lebte er in Paris, wo er zuerst an der Universität Paris VIII Film- und Fernsehwissenschaft studierte. Johannes Honigmann wohnt seit Anfang 2009 wieder in Berlin.
Honigmann ist der Autor eines 2002 publizierten Theaterstücks sowie einer 2012 veröffentlichen autobiographischen Skizze.

### Werdegang als Übersetzer
2000 erhielt Honigmann eine erste Förderung der „Maison Antoine Vitez“, einem Verein zur Bekanntmachung ausländischen Theaters in Frankreich, für die Übersetzung von Die arabische Nacht von Roland Schimmelpfennig. 2002 nahm er am Literaturübersetzerprogramm des Deutsch-Französischen Jugendwerks teil. Im selben Jahr erhielt er die „Theater-Transfer“-Förderung des Goethe-Instituts für die Übersetzung von Tankred Dorsts Friss mir nur mein Karlchen nicht!. 2003 erhielt er eine zweite Förderung der Maison Antoine Vitez, für Männerhort von Kristof Magnusson.

## Auszeichnungen
- 2005:  Hörerpreis (Prix des auditeurs) von Radio Suisse Romande, für den Roman Meer der Tusche von Richard Emanuel Weihe.
- 2008: Prix Médicis étranger, für die französische Übersetzung von Alain Claude Sulzers Ein perfekter Kellner.
- 2009: Hörerpreis von Radio Suisse Romande, für die französische Übersetzung von Alain Claude Sulzers Ein perfekter Kellner.

## Werke
Bühnenstücke
- Liebe bis zum Abwinken. Zweipersonenstück. Verlag der Autoren, 2002.

Autobiographisches
- Eine Ausreise aus einer DDR. In: Anna und Susanne Schädlich (Hrsg.): Ein Spaziergang war es nicht. Kindheiten zwischen Ost und West. Heyne, München 2012, ISBN 978-3-453-20008-1.

## Übersetzungen (Auswahl)
- Lukas Bärfuss: Die Probe (franz. Le Teste), L’Arche, Paris 2009.
- Tankred Dorst: Friss mir nur mein Karlchen nicht! (franz. Mais ne mange pas mon petit Charlie !), L’Arche, Paris 2022.
- Wolfram Fleischhauer: Drei Minuten mit der Wirklichkeit (franz. Trois minutes avec la réalité). Chambon, Paris 2012.
- Peter Stephan Jungk: Der König von Amerika (franz. Le Roi de l'Amérique), Chambon, Paris 2009.
- Necla Kelek: Die fremde Braut (franz. La Fiancée importée),
- Necla Kelek: Die verlorenen Söhne (franz. Plaidoyer pour la libération de l’homme musulman), Chambon, Paris 2007.
- Martin Luther: Von den Juden und ihren Lügen.

franz. Des Juifs et de leurs mensonges (1543). Critical edition. Translated from German by Johannes Honigmann. Introduction and notes by Pierre Savy. Paris, Champion, 2015. (Bibliothèque d’études juives. 55.)
- Moses Mendelssohn: Schriften zum Judentum.

franz. Écrits juifs. Eli Schonfeld, Vorwort, Johannes Honigmann, Übersetzer, René Lévy Übersetzer. Verdier 2018. ISBN 978-2-86432973-2
- Ingrid Noll: Rabenbrüder (franz. Les fréres indignes), Chambon, Paris 2006.
- Karl Olsberg: Der Duft (franz. L’odeur), Chambon, Paris 2006.
- Karl Olsberg: Mirror (franz. Mirror (Noir)), Chambon, Paris 2010.
- Oliver Pötzsch: Die Henkerstochter (franz. La fille du bourreau), Chambon, Paris 2014.
- Oliver Pötzsch: Die Henkerstochter und der schwarze Mönch (franz. La Fille du bourreau et le moine noir), Chambon, Paris 2017.
- Oliver Pötzsch: Die Henkerstochter und der König der Bettler (franz. La Fille du bourreau et le roi des mendiants), Chambon, Paris 2022.
- Oliver Pötzsch: Das Buch des Totengräbers (franz. Le livre du fossoyeur), HarperCollins France, Paris 2024.
- Roland Schimmelpfennig: Die arabische Nacht (franz. La nuit arabe), Verl. Die Arche, Zürich 2002.
- Konrad Schmid und Jens Schröter: Die Entstehung der Bibel.
- Wolfgang Schorlau: Brennende Kälte.
- Kerstin Specht: Die Zeit der Schildkröten.
- Alain Claude Sulzer: Aus den Fugen (franz. Hors de ses gonds)
- Alain Claude Sulzer: Die Jugend ist ein fremdes Land
- Alain Claude Sulzer: Postskriptum (franz. Post Scriptum),
- Alain Claude Sulzer: Privatstunden,
- Alain Claude Sulzer: Der perfekte Kellner (franz. Un garçon parfait), Actes Sud 2012.
- Alain Claude Sulzer: Unhaltbare Zustände
- Alain Claude Sulzer: Zur falschen Zeit (franz. Une autre époque),  Chambon, Paris 2009.
- Christiane Tietz: Karl Barth (franz. Karl Barth). Hachette, Paris 2023.